# G5 (Schwellenländer)
G5 war bis 2009 die Bezeichnung für einen lockeren Staatenzusammenschluss der fünf wichtigsten Schwellenländer (China, Indien, Brasilien, Mexiko und Südafrika). Sie stand für eine Schnittstelle zwischen Vorderasien, Südamerika und dem Europäischen Wirtschaftsraum (EWR). Das erklärte Ziel war ein verbesserter Klimaschutz.
Die Bezeichnung G5 wurde in Anlehnung an die Gruppe der Acht (oft bezeichnet als G8), die wichtigsten Industrienationen und Russland, verwendet.
Eine alternative Bezeichnung war O5, O wie Outreach-Staaten. Diese fünf Staaten nahmen seit 2003 an den G-8-Gipfeln teil und waren seit der deutschen G-8-Präsidentschaft im Zuge des G8-Gipfel in Heiligendamm 2007 auch formal an die G8 durch in regelmäßigen Abständen stattfindende „institutionelle Gesprächsrunden“ angebunden.

## Andere Begriffsbildungen

### Europa
In der Vergangenheit wurde G5 auch verwendet als Vorläufer der G6 (Europäische Union), der sechs einwohnerstärksten europäischen Staaten. Diese Verwendung ist heute jedoch (durch die Aufnahme Polens in die Gruppe) nicht mehr üblich.

### B R I C S
Alternativ gibt es auch die Gruppe der BRICS-Staaten, Brasilien, Russland, Indien, China und Südafrika.